# Yannick Martinez
Yannick Martinez (Fourchambault, Nièvre, 4 de mayo de 1988) es un ciclista profesional francés que corre por el equipo amateur Team Atria-VS Gerzatois.
Es hijo del exciclista hispano-francés Mariano Martinez, hermano del ciclista francés Miguel Martinez y primo del exciclista francés Martin Martinez.

## Biografía
Como muchos jóvenes comenzó destacando en el ciclocrós en categorías inferiores. Así fue ganador del Campeonato de Francia en categoría cadete en 2003 y 2.º en 2004, además de ser 2.º en el campeonato europeo en categoría junior en 2005.
En agosto de 2011 fichó por el Ag2r La Mondiale como stagiaire (a prueba) tras conseguir 14 victorias como amateur durante ese año. Finalmente en 2012 recaló en el equipo La Pomme Marseille.

## Palmarés
2013
- 1 etapa de los Cuatro Días de Dunkerque
- 1 etapa de la Ruta del Sur

## Resultados en Grandes Vueltas
| Carrera | Carrera         | 2012 | 2013 | 2014 | 2015 | 2016 | 2017 | 2018 |
| ------- | --------------- | ---- | ---- | ---- | ---- | ---- | ---- | ---- |
|         | Giro de Italia  | —    | —    | —    | —    | —    | —    | —    |
|         | Tour de Francia | —    | —    | —    | —    | —    | —    | —    |
|         | Vuelta a España | —    | —    | 81.º | —    | —    | —    | —    |

―: no participa
Ab.: abandono

## Equipos
- Ag2r La Mondiale (2011)[5]
- La Pomme Marseille (2012-2013)
- Team Europcar (2014-2015)
- Delko Marseille Provence KTM (2016-2018)